# 叶夫多基莫瓦市镇
叶夫多基莫瓦市镇（俄语：Евдокимовское муниципальное образование）是俄罗斯联邦伊尔库茨克州图伦区所属的一个市镇。其下辖有6个居民点，行政中心为巴达尔。据2016年统计，该市镇的人口为1505人。